# Ryder Cup 1993
Navigation
1991 1995
La Ryder Cup 1993, trentième édition de la compétition, a lieu du 24 septembre au 26 septembre 1991, au The Belfry (en) Golf & Country Club situé à Wishaw près de Sutton Coldfield, en Angleterre.
À ce jour, c'est la dernière victoire des États-Unis sur le sol européen, mais aussi la dernière fois qu'ils ont conservés la coupe.
Il s’agit de la première Ryder Cup sur le sol européen à être diffusée en direct aux États-Unis, par un grand réseau, en l'occurence NBC. L’édition de 1989 avait été diffusée par USA Network grâce à un flux vidéo fourni par la BBC.
L'équipe des États-Unis remporte la compétition sur le score de 15 à 13.

## Organisation

### Parcours
Cette édition a lieu sur le site de The Belfry Golf & Country Club (en). La longueur du parcours est de 7 177 yards ou 6 562 mètres en 72 coups.
C'est la troisième fois que le site organise la Ryder Cup, après celle de 1985 et de 1989 avec autant de victoire pour l'équipe européenne.
| Aller | Aller | Aller                     | Retour | Retour | Retour                    |
| N°    | Par   | Distance (yards / mètres) | N°     | Par    | Distance (yards / mètres) |
| ----- | ----- | ------------------------- | ------ | ------ | ------------------------- |
| 1     | 4     | 425 / 389                 | 10     | 4      | 267 / 244                 |
| 2     | 4     | 348 / 318                 | 11     | 4      | 423 / 3867                |
| 3     | 4     | 462 / 422                 | 12     | 3      | 231 / 211                 |
| 4     | 5     | 577 / 528                 | 13     | 4      | 391 / 358                 |
| 5     | 4     | 405 / 370                 | 14     | 3      | 189 / 173                 |
| 6     | 4     | 396 / 362                 | 15     | 5      | 548 / 501                 |
| 7     | 3     | 178 / 163                 | 16     | 4      | 411 / 376                 |
| 8     | 4     | 456 / 417                 | 17     | 5      | 567 / 518                 |
| 9     | 4     | 429 / 392                 | 18     | 4      | 474 / 433                 |
| Aller | 36    | 3 676 / 3 361             | Retour | 36     | 3 501 / 3 201             |

## Équipes
Les critères de la sélection pour l’équipe européenne sont les mêmes que depuis l'édition de 1985. Neuf joueurs sont sélectionnés en fonction de leur classement dans la liste des gains durant l'European Tour de 1993, qui doit se clore juste après l'Open d’Allemagne du 29 août. Les trois autres, les choix du capitaine Bernard Gallacher, sont sélectionnés juste après ce tournoi.
Comme en 1991 où José María Olazábal et Nick Faldo, deux des trois choix du capitaine, avaient été choisis, alors qu'ils étaient classés 2e et 3e mondial, mais ayant joués la plupart de leur tournoi aux États-Unis, ils n'avaient pas cumulés assez de points pour se qualifier à la Ryder Cup. En effet, à cette époque là, les gains perçus dans les championnats majeurs joués aux États-Unis ne rapportaient pas de points qualificatifs pour la Ryder Cup. 
Quelques joueurs européens déclinèrent l’invitation lors du Championnat de la PGA de 1993, afin de participer à l’Open d’Autriche et de gagner des points pour la qualification de cette Ryder Cup.
Joakim Haeggman a terminé à égalité à la 6e place de l'Open d’Allemagne et est passé de la 14e à la 10e place dans la liste des points, tandis que Ronan Rafferty a terminé à égalité à la 20e place et a terminé 11e,.
Le 30 août, Bernard Gallacher annonça ses trois choix de capitaine. Comme on s’y attendait, les espagnoles Severiano Ballesteros et José Maria Olazábal furent ses deux premiers choix, et l'intérêt se porter sur son 3e choix en la personne du suédois Joakim Haeggman (en) au détriment du nord irlandais Ronan Rafferty (en).

Comme lors de l'édition précédente, dix joueurs américains sont sélectionnés à partir d'une liste de points. Les deux derniers qualifiés sont Raymond Floyd et Lanny Wadkins (en), les deux choix du capitaine Tom Watson.
| Europe                | Europe                              | États-Unis         | États-Unis                          |
| --------------------- | ----------------------------------- | ------------------ | ----------------------------------- |
|                       |                                     |                    |                                     |
| Capitaines            |                                     |                    |                                     |
| Bernard Gallacher     | Bernard Gallacher                   | Tom Watson         | Tom Watson                          |
| Joueur                | Note                                | Joueur             | Note                                |
| Peter Baker (en)      | débutant                            | Paul Azinger       | 3e participation                    |
| Severiano Ballesteros | Choix du capitaine 7e participation | Chip Beck (en)     | 3e participation                    |
| Nick Faldo            | 9e participation                    | John Cook          | débutant                            |
| Joakim Haeggman (en)  | Choix du capitaine débutant         | Fred Couples       | 3e participation                    |
| Mark James            | 6e participation                    | Raymond Floyd      | Choix du capitaine 8e participation |
| Barry Lane (en)       | débutant                            | Jim Gallagher (en) | débutant                            |
| Bernhard Langer       | 7e participation                    | Lee Janzen         | débutant                            |
| Colin Montgomerie     | 2e participation                    | Tom Kite           | 7e participation                    |
| José Maria Olazábal   | Choix du capitaine 4e participation | Davis Love III     | débutant                            |
| Costantino Rocca      | débutant                            | Corey Pavin        | 2e participation                    |
| Sam Torrance          | 7e participation                    | Payne Stewart      | 4e participation                    |
| Ian Woosnam           | 6e participation                    | Lanny Wadkins (en) | Choix du capitaine 8e participation |

## Compétition
La Ryder Cup est une compétition de match-play par équipes. Chaque match rapportant 1 point. Le format de cette édition, est la suivante :
- Première journée (vendredi) : 4 matchs en foursomes et 4 matchs en fourballs
- Deuxième journée (samedi) : 4 matchs en foursomes et 4 matchs en fourballs
- Troisième journée (dimanche) : 12 matchs individuels

Foursomes : Dans ce format, par équipe de deux joueurs, les deux golfeurs d'une équipe jouent la même balle à tour de rôle. L’un des joueurs commence les départs pairs et l’autre les impairs. Si l'équipe européenne et l'équipe américaine sont à égalité, les deux équipes partagent le trou.

Fourballs : Dans ce format, par équipe de deux joueurs, tous les golfeurs jouent leurs balles et le golfeur qui réalise le meilleur score du trou donne un point à son équipe. Si le meilleur joueur européen et le meilleur joueur américain sont à égalité, les deux équipes partagent le trou.
Avec un total de 28 points, 14½ points sont nécessaires pour remporter la Coupe, tandis que 14 points suffisent pour que le champion en titre conserve la Coupe.

### Première journée
Vendredi 24 septembre 1993 - Matin
| Europe                                    | Résultats           | États-Unis                     |
| ----------------------------------------- | ------------------- | ------------------------------ |
| Sam Torrance Mark James                   | États-Unis : 4 et 3 | Lanny Wadkins (en) Corey Pavin |
| Bernhard Langer Ian Woosnam               | Europe : 7 et 5     | Payne Stewart Paul Azinger     |
| Severiano Ballesteros José Maria Olazábal | États-Unis : 2 et 1 | Tom Kite Davis Love III        |
| Nick Faldo Colin Montgomerie              | Europe : 4 et 3     | Raymond Floyd Fred Couples     |
| 2                                         | Session             | 2                              |
| 2                                         | Au général          | 2                              |

Vendredi 24 septembre 1993 - Après-midi
| Europe                                    | Résultats           | États-Unis                     |
| ----------------------------------------- | ------------------- | ------------------------------ |
| Ian Woosnam Peter Baker (en)              | Europe : 1 up       | Jim Gallagher (en) Lee Janzen  |
| Bernhard Langer Barry Lane (en)           | États-Unis : 4 et 2 | Lanny Wadkins (en) Corey Pavin |
| Colin Montgomerie Nick Faldo              | Égalité             | Paul Azinger Fred Couples      |
| Severiano Ballesteros José Maria Olazábal | Europe : 4 et 3     | Tom Kite Davis Love III        |
| 2½                                        | Session             | 1½                             |
| 4½                                        | Au général          | 3½                             |

### Deuxième journée
Samedi 25 septembre 1993 - Matin
| Europe                                    | Résultats           | États-Unis                     |
| ----------------------------------------- | ------------------- | ------------------------------ |
| Nick Faldo Colin Montgomerie              | Europe: 3 et 2      | Lanny Wadkins (en) Corey Pavin |
| Ian Woosnam Bernhard Langer               | Europe: 2 et 1      | Paul Azinger Fred Couples      |
| Peter Baker (en) Barry Lane (en)          | États-Unis : 3 et 2 | Payne Stewart Raymond Floyd    |
| Severiano Ballesteros José Maria Olazábal | Europe : 2 et 1     | Davis Love III Tom Kite        |
| 3                                         | Session             | 1                              |
| 7½                                        | Au général          | 4½                             |

Samedi 25 septembre 1993 - Après-midi
| Europe                                   | Résultats           | États-Unis                     |
| ---------------------------------------- | ------------------- | ------------------------------ |
| Nick Faldo Colin Montgomerie             | États-Unis : 2 up   | Chip Beck (en) John Cook       |
| Mark James Costantino Rocca              | États-Unis : 5 et 4 | Jim Gallagher (en) Corey Pavin |
| Peter Baker (en) Ian Woosnam             | Europe : 6 et 5     | Paul Azinger Fred Couples      |
| Joakim Haeggman (en) José Maria Olazábal | États-Unis : 2 et 1 | Raymond Floyd Payne Stewart    |
| 1                                        | Session             | 3                              |
| 8½                                       | Au général          | 7½                             |

### Troisième journée
Dimanche 26 septembre 1993 - Après-midi
| Europe                | Résultats           | États-Unis         |
| --------------------- | ------------------- | ------------------ |
| Ian Woosnam           | Égalité             | Fred Couples       |
| Barry Lane (en)       | États-Unis : 1 up   | Chip Beck (en)     |
| Colin Montgomerie     | Europe : 1 up       | Lee Janzen         |
| Peter Baker (en)      | Europe : 2 up       | Corey Pavin        |
| Joakim Haeggman (en)  | Europe : 1 up       | John Cook          |
| Mark James            | États-Unis : 3 et 2 | Payne Stewart      |
| Costantino Rocca      | États-Unis : 1 up   | Davis Love III     |
| Severiano Ballesteros | États-Unis : 3 et 2 | Jim Gallagher (en) |
| José Maria Olazábal   | États-Unis : 2 up   | Raymond Floyd      |
| Bernhard Langer       | États-Unis : 5 et 3 | Tom Kite           |
| Nick Faldo            | Égalité             | Paul Azinger       |
| Sam Torrance          | Égalité,            | Lanny Wadkins (en) |
| 4½                    | Session             | 7½                 |
| 13                    | Au général          | 15                 |

## Statistiques des joueurs
| Europe                | Europe                         | Europe           | Europe        | Europe           | États-Unis         | États-Unis                  | États-Unis       | États-Unis    | États-Unis       |
| Joueur                | Nombre d'éditions              | Avant 1993 V-D-N | En 1993 V-D-N | Après 1993 V-D-N | Joueur             | Nombre d'éditions           | Avant 1993 V-D-N | En 1993 V-D-N | Après 1993 V-D-N |
| --------------------- | ------------------------------ | ---------------- | ------------- | ---------------- | ------------------ | --------------------------- | ---------------- | ------------- | ---------------- |
| Peter Baker (en)      | 1 1993                         | Aucun            | 3-1-0         | 3-1-0            | Paul Azinger       | 3 1989-91-93                | 4-5-0            | 0-3-2         | 4-8-2            |
| Severiano Ballesteros | 7 1979-83-85-87-89 91-93       | 17-8-5           | 2-2-0         | 19-10-5          | Chip Beck (en)     | 3 1989-91-93                | 4-3-0            | 2-0-0         | 6-3-0            |
| Nick Faldo            | 9 1977-79-81-83-85 87-89-91-93 | 17-11-2          | 2-1-1         | 19-13-3          | John Cook          | 1 1993                      | Aucun            | 1-1-0         | 1-1-0            |
| Joakim Haeggman (en)  | 1 1993                         | Aucun            | 1-1-0         | 1-1-0            | Fred Couples       | 3 1989-91-93                | 3-3-1            | 0-3-2         | 3-6-3            |
| Mark James            | 6 1977-79-81-89-91 93          | 7-11-1           | 0-2-0         | 7-13-1           | Raymond Floyd      | 8 1969-75-77-81-83 85-91-93 | 9-15-0           | 3-1-0         | 12-16-0          |
| Barry Lane (en)       | 1 1993                         | Aucun            | 0-3-0         | 0-3-0            | Jim Gallagher (en) | 1 1993                      | Aucun            | 2-1-0         | 2-1-0            |
| Bernhard Langer       | 7 1981-83-85-87-89 91-93       | 11-6-2           | 2-2-0         | 13-8-2           | Lee Janzen         | 1 1993                      | Aucun            | 0-2-0         | 0-2-0            |
| Colin Montgomerie     | 2 1991-93                      | 1-1-1            | 3-1-1         | 4-2-2            | Tom Kite           | 7 1979-81-83-85-87 89-93    | 18-8-5           | 2-2-0         | 20-10-5          |
| José Maria Olazábal   | 4 1987-89-91-93                | 10-3-2           | 2-3-0         | 12-6-2           | Davis Love III     | 1 1993                      | Aucun            | 2-2-0         | 2-2-0            |
| Costantino Rocca      | 1 1993                         | Aucun            | 0-2-0         | 0-2-0            | Corey Pavin        | 2 1991-93                   | 1-2-0            | 3-2-0         | 4-4-0            |
| Sam Torrance          | 7 1981-83-85-87-89 91-93       | 4-10-2           | 0-2-0         | 4-12-2           | Payne Stewart      | 4 1987-89-91-93             | 5-6-2            | 3-1-0         | 8-7-2            |
| Ian Woosnam           | 6 1983-85-87-89-91 93          | 8-10-2           | 4-0-1         | 12-10-3          | Lanny Wadkins (en) | 8 1977-79-83-85-87 89-91-93 | 18-10-1          | 2-1-1         | 20-11-2          |